# 鲁河乡 (灌云县)
鲁河乡是中华人民共和国江苏省连云港市灌云县一个已撤销的乡，2005年8月26日，江苏省人民政府批复同意撤销鲁河乡，将其所辖行政区域划归四队镇。

## 知名人物
- 刘士余，中国证券监督管理委员会主席，曾任中国农业银行董事长